# ドラゴンヴァラー
『ドラゴンヴァラー』は、1999年12月2日にナムコ（後のバンダイナムコゲームス）からPlayStation用ソフトとして発売されたアクションゲーム。

## 概要
1985年に稼動した『ドラゴンバスター』の世界観を基にした作品だが、システム・ストーリー共にほぼ異なるゲーム性をもつ。ルームガーターやマジックアイテムのほとんどが消滅した一方で、8種類の魔法やパラメーターをアップさせるアイテム、物品売買専用品が数多く登場する。また、3D化にともない、アクション面の強化が図られている。『ドラゴンバスター』にも登場する「兜割り」や「垂直切り」などに加え、通常攻撃の連続切りや危険回避技、ため切り、居合い切りなどが実装された。また、ストーリー面において鍵となるのが世代交代である。初代の滅竜士・クロヴィスとヒロインが結ばれ、その子さらに孫・曾孫が彼の意志と能力を受け継いでドラゴン討伐を目指していく。ストーリーは、チュートリアルにあたる序章および本編である五章から構成される。

## ストーリー
この世界では、ドラゴンとそれを滅ぼす滅竜士との戦いが人知れず繰り広げられていた。ある滅竜士は魔剣アゾスを手にドラゴンと戦ったが、力及ばず敗北する。そのドラゴンの吐いた炎は滅竜士だけでなく、付近のブライズ村をも焼き払ってしまった。
たまたま村の外に出ていた青年クロヴィスが村へ帰ると、そこはすでに火の海と化し、唯一の肉親である妹のエレーナはドラゴンによって焼き殺されてしまう。嘆き悲しむクロヴィスの目の前に一本の剣があった。その剣を手にした彼は、この事件がドラゴンの手によるものであること、そしてこの剣はドラゴンを殺すことができる魔剣であることを剣の力によって知る。
ここから、クロヴィスの復讐の旅と彼の一族の戦いが始まる。

### 序章
魔剣アゾスを手にしたクロヴィスは、仇のドラゴンを追って燃え盛る山道を駆け上がる。怪物を斬り伏せ辿り着いた山頂では、滅竜士との戦いで負傷したドラゴンが傷を癒やしていた。クロヴィスは果敢にドラゴンへ挑み致命傷を負わせるも、ドラゴンは転生の術を用いて幼体に生まれ変わり、逃げ延びてしまう。クロヴィスは復讐を誓い、滅んだ村を後にして一人旅立つ。

### 第一章
ジラート帝国辺境の故郷の村をドラゴンに滅ぼされてから五年、クロヴィスは滅竜士としての旅の果てにラクシス王国へたどり着く。そこはドラゴンの加護を受けたと称するアゼル騎士団の謀反によって王が殺され、騎士団とそれが使役する魔物に支配された領域に成り果てていた。アゼル騎士団団長の黒騎士ヴォーレフは、謎めいた錬金術師ライムンの甘言に乗せられ反乱を起こし、セリア王女との結婚を目論んでいるという。クロヴィスはアゼル騎士団を追いかける中で、アゼル騎士団に襲われていた発明家の少女カロリナを助ける。また捕虜収容所では近衛騎士の任務を解かれた老騎士スティーブ・グロースター卿の協力を得る。やがて、散り散りだった近衛騎士団の王都奪還作戦が始まり、その混乱に乗じたクロヴィスは王城へと潜入する。城内でセリア王女を助け出したクロヴィスは、そのまま黒騎士ヴォーレフを下し、錬金術師ライムンと対峙。だが、ライムンの正体はクロヴィスの亡き妹エレーナの婚約者アレッドであった。クロヴィスはそのことにショックを受けるも、ドラゴンに操られる傀儡となり果てたアレッドを斬り伏せ、王城地下霊廟の最奥に潜む仇のドラゴンとの決戦に挑む。ドラゴンはかつての力を取り戻しておらず、未だ幼体のまま、倒すなら今が好機。クロヴィスは激闘の末にドラゴンを屠り、エレーナとアレッド、ほかの犠牲者たちの魂を解放する。だが、復讐を果たしたクロヴィスはもはや自分には生きる目的も何も残されておらず、全てを失ったことに気づいて慟哭する。一方、地上では王都の解放を祝う人々の中で、カロリナとセリア王女、二人の娘がクロヴィスの帰還を待っていた。

## キャラクター
本作では二章からストーリーが分岐する。便宜上、以下ではストーリーを第一章でクロヴィスがセリア姫と結ばれたシナリオを「A」、カロリナと結ばれたシナリオを「B」、Bシナリオ第二章でコーデルが誰とも結ばれなかったシナリオを「C」とする。主人公の行動によって次章の主人公が変わる場合がある。主人公の変更にともない、ストーリーやステージ構成、ボスのドラゴンが変わる。また、主人公の戦い方によって次章の主人公の初期パラメーターが変化する。戦闘は、剣技主体ならば攻撃力が高くなり、魔法主体ならばMPの値が高くなる。

### 序章「滅竜士」・第一章「報復者」
クロヴィス・バークレー
序章と第一章の主人公。ジラート帝国ブライズの村の出身で、村に続く峠道で旅人を魔物から守って生計を立てる平凡な青年だったが、妹がドラゴンに殺され、死に瀕した滅竜士から魔剣アゾスを託されたことから彼自身も滅竜士として覚醒する。ドラゴンへの憎しみから冷酷に振舞い、殺人も辞さず、その獣じみた荒々しい戦い方は「新手の魔物」や「狂戦士」と評される。その一方で随所で生来の人の良さがうかがえ、カロリナやセリアと関わった際には彼女たちをつい助けてしまっている。小説版ではこうしたクロヴィスの内心についても深く描写されており、また旅慣れていることもあって各地の人々からの情報収集や傭兵ギルドとの交渉などを、卒なくこなしている。老年に達すると、かつての冷酷な自分を恥じていた（ただし、セリアをヒロインとした場合は早逝してしまう）。なお『ドラゴンバスター』の主人公の名前もクロービス（CLOVIS）だが、名前以外の設定は受け継いでいない。
セリア・ラクシス
ラクシス王国第一王女。第一章のヒロイン候補。王家に対して反乱を起こしたアゼル騎士団によって幽閉されている。城内の生活以外に疎いため高圧的で高飛車。しかしその内面は誇り高く、ヴォーレフからの威圧や脅迫にも毅然として反発し続ける。彼女を救出するか否かでストーリーが分岐する（彼女をヒロインとしたシナリオを以下ではAとする）。なお、『ドラゴンバスター』のローレンス王家の姫もセリア（CELIA）だが、名前以外の設定は受け継いでいない。ただ小説版ではアイリーン、アン、アニスという三名の侍女をともなっており、FC版『ドラゴンバスター』を思わせる要素が組み込まれている。
セリアがクロヴィスと結ばれていないBシナリオからさらに分岐したCシナリオでは、彼女を最後の女王としてラクシス王国は滅んでいる。彼女が2本の魔剣を基に新たな魔剣を生み出そうとして失敗し、魔界の扉が開いてしまったことが王国滅亡の原因であると語られている。
カロリナ・レスリー
ラクシス城下に住む発明家の卵。第一章のヒロイン候補。発明家の父と暮らしていたが、父親はアゼル騎士団の兵器開発への協力を拒否して処刑された。しかし、それを感じさせない気丈で明るい性格の少女（彼女をヒロインとしたシナリオを以下ではBとする）。小説版によれば、大陸中で活用される運河の機構を発明したのは彼女の父親であるとのこと。行商中にアゼル騎士団に囚われ処刑されかけるも、クロヴィスに救助され、以後彼の行く先々で度々遭遇することになる。
ヴォーレフ
ドラゴンの力を使役するというアゼル騎士団を率いる黒騎士。ライムンとドラゴンを利用しているつもりが、逆に手駒となっていることに気づいていない。ドラゴンの力で強化されたアーマーを装着しているが、長すぎる名前ゆえにその名は毎回変わってしまっている。自身を武勇に優れ教養のある王に相応しい騎士と思い込んでいる。セリア姫と婚姻し新たな王としての即位を目論むが、その実態は道化じみた愚鈍な男である。小説版ではセリア姫とライムンの間で手球に取られ、しかしそれに気づいていない愚かな男という側面がさらに強調されている。
ライムン
ヴォーレフと手を組む謎の錬金術師。ラクシス王国に突如として現れ、瞬く間に王家のお抱えとなった。その後、ヴォーレフをそそのかして革命を引き起こす。自身の研究塔の地下にドラゴンを住まわせており、実際にドラゴンの力を駆使して魔物を操るのはライムンだが、錬金術のみならず剣にも長けている。その正体はドラゴンによって賢者の石を与えられ傀儡として蘇った、クロヴィスの妹の婚約者アレッド・ボーロウ。行商人として街から村に向かう途中の吊り橋で、ドラゴンによって崖下に叩き落されて死亡した。しかし、自分を突き落として村を滅ぼしたのはクロヴィスが妹を奪われることに嫉妬したからだと記憶を改変されており、復讐を果たさんと襲いかかる。小説版では如何にしてヴォーレフを操ったのか、アレッドとしてのクロヴィスとの交流やその死の描写なども詳細に描かれている。
スティーブ・グロースター
ライムンの登用に最後まで反対したがために近衛騎士の称号と爵位を剥奪され、放逐された老騎士。近衛第一騎士団の騎士団長を務めていたことで今も多くの騎士たちから尊敬されている。だが現在は捕虜収容所の死体処理施設で魔物の餌場を管理する掃除人として、諦観の中で暮らしている。クロヴィスに出会ったことと、アゼル騎士団によって隠居先と定めた村を滅ぼされたことで、かつての騎士たちをまとめ、アゼル騎士団に対して再び立ち上がる。騎士時代の伝手が豊富で、小説版では砂漠の国から魔術師アーリオを呼び寄せたり、『影』と呼ばれる密偵を操るなど、騎士としての武威にとどまらず様々な策を用いてアゼル騎士団討伐を優位に進めていく。
エレーナ・バークレー
クロヴィスの妹。明るく気立ての良い娘で、婚約者アレッドと幸せな結婚をするはずだったがドラゴンの襲撃により生きながら焼き殺されてしまう。以後もたびたびクロヴィスの夢に現れては助けを求め、それがクロヴィスの復讐心の源となるがゲーム本編では序盤でレイジドラゴンに焼き殺された以上の描写はない。小説版ではクロヴィスの悪夢という形でその死の描写がなされ、またライムンも改竄され朧気になった記憶の中で彼女の名前を覚えているなどの描写が付け加えられた。加えてクロヴィスが度々見る悪夢は、未だにエレーナの魂がドラゴンによって食われて苦しめ続けられていることの証拠であり、ドラゴンを倒したことで解放される。
エノリウム・ラング
小説版に登場。捕虜収容所に囚われていた若き近衛騎士。騎士としての気骨はあるものの経験不足で未熟、また気位が高く傲慢。アゼル騎士団を撃退して手柄とし、あわよくば姫に婚約者として取り立ててもらうことを夢想する。一方、クロヴィスに対して反発心を抱き、アゼル騎士団への反撃の最中クロヴィスを魔物と誤認した近衛騎士団が彼を捕らえた際、処刑しようと目論む。しかしグロースターからそもそも国王を守れなかった近衛騎士団に全ての責任があることを指摘され、その虚栄心を砕かれる。
アーリオ
小説版に登場。砂漠の国サルド王国のコルオン村からグロースターに招かれた魔術師。全身をローブで覆い、首には金属の輪、日に焼けた茶髪を三つ編みにした若者。個人的な親交のあるグロースターから依頼され、アゼル騎士団の用いている匂い袋を解析、これを量産することで魔物を退け、ラクシス王国騎士団の反撃を援護した。なおサルド王国はゲームにおけるCシナリオの第三章・第四章でも舞台となる南方の土地である。
『影』
小説版に登場。グロースターに仕えている密偵。全身を黒い布で覆い、目元まで炭を塗っているためその容貌は不明。グロースターの呼びかけに応じて馳せ参じ、アゼル騎士団への反撃において情報収集を行い、アーリオを連れてくるなど様々な支援を行った。作中に登場するのは一人だが、他にも大勢の部下を伴っていることが会話の内容などから窺える。
滅竜士
序章冒頭に登場。壮年の男性で、クロヴィス以前の魔剣アゾスの所有者。ブライスの村でルビー・ブラッドと戦うも、年齢かあるいは長期に及ぶ戦いのためか力を使い果たし、千日決闘を拒否したルビー・ブラッドの炎を浴びて斃れた。死の間際、クロヴィスに村を滅ぼした相手がドラゴンだと言い残す。小説版ではアゾスを通じて、男が滅竜士の一族の末裔であった事がクロヴィスに伝えられた。また敗れはしたもののルビー・ブラッドに深手を負わせ、クロヴィスがルビー・ブラッドと戦えるほどにまで弱らせていた。
レイジドラゴン / ルビー・ブラッド
序章のドラゴン。炎を司る竜で、高熱の炎を吐く。高位古代竜の流れをくみ、人語を解するのみならず、古代高位魔法を自在に操る。老境に達した滅竜士との交戦の余波でブライズの村を焼き滅ぼし、さらに滅竜士の体力の衰えを見抜いて千日決闘を拒絶し彼を殺害した。しかし手負いの状態であったため報復に現れたクロヴィスに敗北、シックス・アメジストに脱皮して逃げ延びる。
タイタンドラゴン / シックス・アメジスト
第一章のドラゴン。クロヴィスに倒されたルビー・ブラッドが古代高位魔法で転生した地竜の幼生体。光に弱く、地下に潜む。知能は転生前と同じだが、肉体への負荷が高いため、古代高位魔法は使えない。ライムンを傀儡としてラクシス王国を支配し、魔物によって人々を恐怖させながら殺すことで、その魂を貪り食って力を溜めている。エレーナに加え、アレッドの魂も食らっており、クロヴィスによって開放されるまで二人の魂はひたすら苦しめられていた。

### 第二章「騎士団残党」（A）
アーレン・ラクシス
クロヴィスとセリアの一人息子で、ラクシス王国王子。第二章Aの主人公。騎士としての専門教育を受け、人柄はよいが世間知らずで浅慮、人から反発される言葉を無意識に発することがある。父であるクロヴィスの早世を機に起こったアルケミア王国の反乱が、アーレンを滅竜士としての宿命へ導くことになる。
シェラ・フロスト
第二章Aのヒロイン。ラクシス王国に対して反乱を起こし独立したアルケミア王国で、反アルケミアの運動を行う西ラクシス解放軍のリーダー。男勝りだが情に厚い。
ロドーニャ
アルケミアの黒騎士かつリーダー。一章に登場したヴォーレフの息子。父を倒したクロヴィスを憎み、復讐のためにドラゴンの復活をたくらむ。父親と比べ潔い性格をしており、自分から生贄になることでドラゴンを強化し、復讐を果たそうとした。死後その遺体は発見されていないと語られるが特に何かの伏線というわけではない。
シモン, フランコ
西ラクシス解放軍のメンバー。シェラを尊敬し、行動を共にしている。前髪の長い金髪がシモンで巨漢がフランコ。
アークトスドラゴン / サファイア・スクリーム
第二章Aのドラゴン。氷を司る水生竜。知性はほぼ皆無で、一旦敵とみなしたものへ執拗な攻撃を仕掛ける。氷のブレスを吐くが、数回吐くと疲労してしまうこともある。

### 第二章「狂剣士」（B）
コーデル・バークレー
クロヴィスとカロリナの息子。第二章Bの主人公。10歳のときに父クロヴィスが突然失踪したため、自分と母親は捨てられたと思い込んでしまった。生活の糧を得るため海賊狩りをしていたが、その最中に魔剣と出会う。カモメのコーデルを名乗っているがファーナからの評判は芳しくない。
ファーナ・フランクウッド
第二章Bのヒロイン候補。海賊・ロベールの娘。海賊の娘と知られると恋もできないという理由からその出自を隠している。コーデルと共に行動していたが、突如現れたゴーストに魂を抜かれてしまう。快活で商才豊かな人物（彼女をヒロインとしなかったシナリオを以下ではCとする）。
ロベール・フランクウッド
海賊として名をはせているが、元は滅竜士としてクロヴィスと行動していた。クロヴィス失踪の理由と居場所を知る人物であり、コーデルが財宝の中から入手した魔剣アゾスはロベールがクロヴィスから預かったものである。
ヘルファイアドラゴン、インフェルノドラゴン / ピジョンブラッド・ツイン
第二章Bのドラゴン。火山の洞穴に住む。常に雌雄一対で行動するため、一見すると双頭竜のように見える。角の大きな向かって右がヘルファイアで左がインフェルノ。溶岩でも溶けない外皮はそれ自体が高温であり、人間が触れれば大火傷する反面、冷気に弱い。

### 第三章「魔人宰相」（A） / 「凶竜神」（B）
登場人物が一部共通するため併せて解説する。
フェリペ・ラクシス
Aシナリオの主人公。アーレンとシェラの息子で、ラクシス王国王子。母親が平民出身だったせいかあまり王族らしくない。幼いころから剣の修行に励み、15歳の若さでラクシス王国一の剣士と称されるまでに成長した。腕試しと婚約者の顔を見るため、身分を隠してジラート帝国開催の武闘大会へ参加し優勝する。そこで現れたゾマスによって、皇女ジーネを人質に取られ、魔剣アゾスが奪われてしまう。
ジラート古代遺跡にて魔剣ソルを入手後、同じく魔剣を探すジーネと出会い、共に帝国の窮地を救う戦いへと向かう。その後は帝国を救った英雄としてジーネと結ばれる。当シナリオでは魔剣アゾスは取り戻せないままである。
フィリップ・バークレー
Bシナリオの主人公。コーデルとファーナの息子。貿易商として航海する最中、魔物に襲撃され海に落ちてしまう。しかし奇跡的にパーレ島という小さな島へたどり着く。魔剣カドゥムの入手後に再会したジーネと、帝国に巣食うドラゴンを倒してジーネ自身を報酬とする契約を交わし帝国へ向かうがドラゴンは去ったあとだった。残りの怪物たちを退治後も帝国に残り、ジーネと結ばれている。最終的に2本の魔剣（アゾス・カドゥム）を所持しているはずだがアゾスは子に継承されず、どこかの時点で奪われたのかシナリオ上では第四章でAシナリオと同じくクロセルが所持している。
ジーネ・ジラート・レインスターク
A・Bシナリオにおけるヒロイン。ジラート帝国の皇女にして一流の剣士。一人称は「ボク」という少女（いわゆるボクっ娘）。Aシナリオではフェリペの婚約者として登場し、Bシナリオでは魔剣を探しにきた島でフィリップと出会う。彼女がヒロインである時点で夫がフェリペとフィリップのいずれであっても子はアンナとミハエルの姉弟となり、シナリオとして双方に大きな差異はない。
ヴィルヘルム
A・B両シナリオに登場する。ジラート帝国騎士団長兼ジーネのお目付け役。
ゾマス
Aシナリオに登場するジラート帝国の宰相。クロセルに取り入って、強さと永遠の命を得るべくドラゴンハーフになるためジーネを人質にとりフェリペから魔剣を奪う。だまされてドラゴンの細胞を移植された結果、精神に異常をきたし、最後は人間でもドラゴンでもない化物にされる。
カルヴァン
Bシナリオに登場するフィリップが乗る船の船長。
マセオ
Bシナリオに登場する魔術師の村の長。魔物に襲われ、瀕死の重傷を負う。魔剣を持つ滅竜士を呼び寄せ、魔剣カドゥムの存在を知らせるためだけに何とか命を長らえていたがそれをフィリップに伝えると使命を果たし息を引き取った。
テンペストドラゴン / エメラルド・ウィング
Aシナリオのドラゴン。エメラルドグリーンの外皮に覆われた、風を司る竜。翼は鳥のような羽で覆われ、長時間空を飛べる。また強い風を起こし主人公を寄せ付けない。地上・空中問わず音波状に放出されるブレスを吐く。
サンダードラゴン / タイガーアイズ
Bシナリオのドラゴン。雷を司る。皮膚は電気を蓄えており、触れるだけで感電する。高い殺傷力を誇る雷も発現させることができ、相手を瞬時に焼き尽くす。

### 第三章「拝竜教団」（C）
ジェロム・バークレー
Cシナリオの主人公。コーデルをまねて海賊狩りをしていたとき、殺されそうになったがコーデルに助けられる。その後、コーデルの養子となるも、コーデルは流行病で早世する。再び一人となったジェロムは、盗賊を襲う盗賊稼業の最中ドラゴンを崇める教団の宝の存在を知る。なお、Cシナリオ第五章の冒頭では壮年の姿となった彼を再びプレイヤーとして操作可能。
サーラ
Cシナリオのヒロイン。邪教・ダハーカ教団の生贄となるところをジェロムに助けられる。“魔術師の村”出身者であり、賢者の石を用いてハルファスを撤退させるほどの魔力を誇る。また、全身の骨が賢者の石と同化したハデスドラゴンの死骸から賢者の石を大量精製する技術を持ち、それがジェロムに莫大な富をもたらす。「〜ですぅ」という妙に間延びした口調が特徴。
ハデスドラゴン / ダークオニキス
Cシナリオのドラゴン。竜の骨を賢者の石でよみがえらせた、いわゆるドラゴンゾンビの類。感情も知能もなく、全てを敵とみなして闇の気を放ち攻撃する。

### 第四章「古代竜御使」・第五章「邪竜復活」
アンナ・ジラート・レインスターク
フェリペとジーネ（Aシナリオ）またはフィリップとジーネ（Bシナリオ）の娘で、ジラート帝国皇女。双子の姉弟で弟はミハエル。高い教養と気品、超一流の剣技で各国から求婚は絶えないが極度のブラコンであり見合いは失敗続きである（Bシナリオで顕著。Aシナリオでは幾分ブラコンは弱まるが、逆にミハエルのシスコンが酷くなる）。Aシナリオでは第四章の、Bシナリオでは第五章の主人公。また、Aシナリオでは第四章の主人公アンナが魔剣ソルを、Bシナリオでは第四章の主人公ミハエルが魔剣カドゥムを所持する。いずれのシナリオもクロセルがそれを奪って3本の魔剣を揃えてしまい、第五章の主人公が新たに4本目の魔剣イグニスを入手する流れとなる。
ミハエル・ジラート・レインスターク
フェリペとジーネ（Aシナリオ）またはフィリップとジーネ（Bシナリオ）の息子で、ジラート帝国皇子。双子の姉弟で姉はアンナ。Aシナリオでは第五章の、Bシナリオでは第四章の主人公。性格はシナリオによって異なる。Aシナリオでは臆病ながら優しい性格で極度のシスコン、Bシナリオでは果断で姉のアンナが早く弟離れしてほしいと願う青年となっている。グラフィック・声もシナリオによって若干異なる。Aシナリオでは緑の服を着用し幼い声、Bシナリオでは赤い服を着用し若干男らしい声をしている。
アニタ・バークレー
Cシナリオにおける第四章・第五章の主人公。ジェロムとサーラの娘。退魔士として活躍するなか、旧ラクシス王国での探索にて魔剣があと二本あることを知り、仕事に活用すべく探しに向かう。その後ガリア砂漠の遺跡でヴィルヘルムと出会い、アゾスの譲渡を求められるが彼を訝しむアニタは決裂、敵対することとなる。このシナリオでは、ラクシス王国がセリアを最後の女王として50年前に滅んだことになっており、その顛末が語られている。他シナリオ同様、タロンドラゴンとの戦闘後クロセルに剣を奪われる展開となり4本目の魔剣イグニスを入手する流れとなる。
ヴィルヘルム
A・B両シナリオではアンナとミハエルの剣の師匠および守役として第四章の主人公に同行。最終的には主人公へ強い憎しみを植え付けようとしたハルファスにより殺害される。Cシナリオではジーネの預言に従い、世界に散らばった魔剣を探している。魔剣アゾスを持つアニタと遭遇し交渉するが決裂。その後は登場せず、このシナリオでは死亡を免れている。
グルサムセウス
第四章のミハエル編（Bシナリオ）にのみ登場。ダハーカを崇め、ドラゴンハーフになることを切望する魔物。主人公を利用し、ハルファスらを排除すればダハーカの寵愛を得られると考えており、主人公と交戦後は手を引くかたちでそのまま退場する。
タロンドラゴン / クロセルシャドー
第四章のドラゴン。クロセルによって生み出された魔法生物。体中に口をもち、ある程度ダメージを受けると口から頭状のものをだす異形の竜。ブレスはレーザー。
アズィ・ダハーカ
凶竜神とも呼ばれる最初のドラゴンにして本作の最終ボス。真の正体はあらゆる悪の気の集合体。常人ならば、その咆哮を耳にしただけで発狂するという。また、怒りなど強い負の感情に支配された人間をドラゴンに変える力を持つ。

### ドラゴンハーフたち
ヴァプラ
ダハーカの使徒であるドラゴンハーフの一人。肥満体で鉄棒を得物とする。己の力を誇示し、気に入らないものには見境なく攻撃を仕掛ける。Bシナリオのフィリップ編では、サンダードラゴンを主人公にけしかけ、逃げ帰ってきたところをハルファスらに粛清されてしまう。主人公との戦闘は行わない。
ハルファス
ドラゴンハーフの一人で痩身。ランスを得物とする。半永久的な生に疲れ、死を望む。ドラゴンハーフを屠れるのは魔剣を持つ滅竜士のみであるため、不毛な生に終止符を打つべく第四章の主人公をあえて挑発する。しかし、いずれのシナリオにおいても今一歩のところでクロセルの妨害に遭い、望んでいた死が彼にもたらされないまま物語は完結する。
クロセル
ドラゴンハーフの一人。子どもの時ドラゴンハーフになったためか見た目も性格も幼く、人間時代の母親を今も忘れられないでいる。しかし、残忍さと狡猾さではほかの二人をはるかに上回る。「チビ」「化け物」などと呼ばれることを何より嫌悪する。

## 関連書籍
- ドラゴンヴァラー オフィシャルガイドブック（アスペクト刊）
- ドラゴンヴァラー 報復者の宴（ゆうきりん著・アスペクト刊）

序章と第一章を中心とした小説。クロヴィスとルビーブラッド、シックスアメジストとの戦いを描いている。本作は復讐を果たして生きる目的を見失ったクロヴィスに対し、平和を取り戻した王都で彼との再会を心待ちにするヒロインたちの姿を描いて幕を閉じ、二人のヒロインどちらを選んだのかは描かれていない。
- ナムコ公式ガイドブック ドラゴンヴァラー（ナムコ刊）

ナムコからの刊行ということもあり、未採用のキャラクターデザイン（クリア後に閲覧できるギャラリーにもない）が掲載されている。